# Azinhaga
Azinhaga (pronunciación en portugués: /ɐziˈɲaɣɐ/) es una freguesia portuguesa del concelho de Golegã, con 38.04 km² de superficie y 1817 habitantes 2001. Su densidad de población es de 47.8 hab/km².
Es la localidad natal del escritor José Saramago.

## Historia
El documento más antiguo que menciona Azinhaga es la carta otorgada por el rey Sancho II, por lo que su existencia se remonta a los inicios de la nacionalidad portuguesa.
Su nombre, Azinhaga o Azenhaga, provendría del árabe الزنقة (az-zanqa) que significa 'camino angosto', o bien de la denominación tribal Ṣanhāğah (que da nombre a un número de poblaciones de la Península Ibérica y Baleares), por lo que su edad es más remota y transferida para los períodos anteriores a la fundación de Reino.
En su crecimiento, la ciudad siguió el sentido natural del río Almonda. Sin embargo se vio obligado a suspender su desarrollo, ya que estaba de pie en medio del pantano, cerca de una pequeña isla.

## Patrimonio
- Iglesia de Nossa Senhora da Conceição
- Capilla de San José
- Capilla de Nuestra Señora de la Merced
- Quinta da Broa
- Capilla del Espíritu Santo
- ETAR
- Capilla de San Sebastián
- Capela de São João Baptista da Ventosa

## Figuras ilustres
- José Saramago
- Augusto Souto Barreiros
- Francisco Serrao
- Condes de Azinhaga

## Turismo
- Solar del Espíritu Santo - Turismo Ecuestre - Horse Riding Holidays Portugal
- Reserva Natural de Paul Boquilobo
- Casa de Azinhaga
- Fundación y Casa Museo José Saramago
- Capilla San José Monumento de Interés Público

## Gastronomía
- Velhoses de Azinhaga
- Guiso o sopa de judías verdes
- Sopa de habas con la col y recalentado
- Sopa de Frijoles fraile
- Broas Navidad
- Pasta con bacalao
- Alapardana
- Asado de bacalao a la brasa
- Anguilas en pincho
- Magusto
- Dejectos

## Fiestas
- Fiesta de Bodo - Fiesta del Espíritu Santo
- Feria de la manguera
- Siete Soles Siete Lunas Festival (julio)
- Folk Festival (julio)
- Aniversario del 1 de diciembre Filarmónica
- Casa de la Comedia (Cabaret Espectáculos - 16 y 17 de julio)

## Hermanamientos
- Castril - España
- Tías - España